# カンタラーナ
カンタラーナ（伊: Cantarana）は、イタリア共和国ピエモンテ州アスティ県にある、人口約1,000人の基礎自治体（コムーネ）。

## 地理

### 位置・広がり

#### 隣接コムーネ
隣接するコムーネは以下の通り。
- ドゥジーノ・サン・ミケーレ
- フェッレーレ
- サン・ダミアーノ・ダスティ
- ティリオーレ
- ヴァルフェネーラ
- ヴィッラフランカ・ダスティ

#### 地震分類
イタリアの地震リスク階級 (it) では、4 に分類される
。

## 行政

### 分離集落
カンタラーナには、以下の分離集落（フラツィオーネ）がある。
Arboschio, Bonoma, Bricco Barrano, Bricco dell'Oca, Bricco Grosso, Bricco Morra, Concentrico, Montalbruto, Palazzasso, Preglio, Contado di Serralunga, Serramezzana, Torrazzo, Valle Audenino

## 姉妹都市
- Chantraine、フランス 2007年